# 桟原城
桟原城（さじきはらじょう）または桟原屋形（さじきばるやかた）は、長崎県対馬市厳原町桟原にあった日本の城。対馬府中藩3代藩主宗義真が金石城を拡張整備したのと同時期に新築された藩主の屋形。金石城からは市街をはさんで北東隣に位置する。

## 概要
万治3年（1660年）3月に着工し、延宝6年（1678年）に完成した。金石城に代わって新しく府城となった。対州府城または府中城とも称した。明治2年（1869年）に対馬府中を厳原と改称してからは厳原城（いずはらじょう）とも呼称する。現在城跡には陸上自衛隊対馬駐屯地が置かれている。

## 対馬府中の整備
着工と同時に府中城下町の町割と水利工事が行われている。1663年（寛文3年）には藩営ドックである「お船江」が完成し、1669年（寛文9年）には金石館に櫓門が築かれた。また、1685年（貞享2年）には桟原の南に子弟教育のための学校「小学校」が建てられた。厳原は、現在もこの時期の城下整備による街並みのようすをとどめている。

## 遺構
遺構としては、第三門であった高麗門が県立対馬歴史民俗資料館付近に復元されている。また、石垣の一部が現存しており、標柱で案内がなされている。